# Manuel Tzoc
Manuel Gabriel Tzoc Bucup (San Andrés Xecul, 1982) es un poeta guatemalteco. Es parte de un grupo de autores locales que empezaron a abordar la diversidad sexual en su escritura desde principios del siglo XXI y que incluye además a figuras como Numa Dávila, Fabricio Quemé y Rebeca Lane.

## Trayectoria
Realizó estudios en artes en la Escuela Nacional de Artes Plásticas y de lengua y literatura en la Universidad de San Carlos de Guatemala. Posee además un diplomado de Arte Contemporáneo.
Inició su carrera literaria en 2006 con la publicación de su primer libro, el poemario Esco-p(0)etas para una muerte en versos b…ala, que fue además la primera obra de la editorial Ediciones Bizarras en tener la diversidad sexual como temática central. Sus siguientes obras fueron los poemarios De textos insanos (2009) y Gay(o) (2010), este último considerado un texto homo-porno.
En 2015, Tzoc fundó junto al escritor chileno Rodrigo Arenas Carter la editorial La Maleta Ilegal, enfocada en la producción de literatura disidente. Además de los textos del propio Tzoc, la editorial publicó obras de corte LGBT de escritores como Arenas Carter y de Fabrizio Quemé. Tzoc también colaboró en la creación de proyectos culturales LGBT como el fanzine La Macha, junto a Quemé, y de Cuirpoétikas, junto a Numa Dávila.
También ha incursionado en el teatro, con las piezas poéticas El jardín de los infantes locos y la Escafandra de oro, estrenadas en 2013. En 2017, su poema teatralizado «Atómica» fue elegida como una de las finalistas de la beca a la Investigación y Creación Artística de la Fundación Yaxs.

## Obras
Entre las obras de Tzoc se encuentran:
- Esco-p(0)etas para una muerte en versos b…ala (2006)
- De textos insanos (2009)
- Gay(o) (2010)
- El ebrio mar y yo (2011)
- Polen (2014)
- Cuerpo de niño triste (2015)
- Constante huida (2016)